# 태평양파크빌라트
태평양 파크 빌라트(영어: Pacific Park Villart)는 대한민국 서울특별시 송파구 방이동 올림픽공원 (서울) 앞에 위치한 건축작품이자 고급 주상복합 아파트이다. 설계는 한국의 설계업체인 건원건축이 맡았고 아모레퍼시픽이 개발하였으며 1개동 규모의 건물에 상업시설과 주거시설로 구성되어 있다.
태평양은 아모레퍼시픽이 2003년까지 사용한 사명이며, 파크는 마주보고 있는 올림픽공원 (서울)을 의미하며, 빌라트는 대한민국에서 80년대 말~90년대 후반까지 유행하던 고급빌라에 아파트와 같은 빌딩형식을 결합한 과도기적 고급주상복합을 뜻하는 용어다.
면적의 공급은 69평, 88평, 89평형으로 구성되어 있으며 구조는 기본 1거실 1주방 1식당 4룸 2욕실, 복층형은 1거실 1주방 1식당 5룸 2욕실이다.
세대수는 상업시설 4호실, 주거시설 19세대로 구성되어 있다.

## 역사

### 계획
초기 이 곳은 1988년 서울 올림픽을 위하여 조성된 계획부지였다. 그러나 1986년 올림픽공원 (서울)이 완공될 때까지 해당 가로 부지들에는 아무런 건물이 들어서지 않았고, 또한 부지를 조성한 한국토지공사에서도 구획 분양에 난항을 겪었었다.
이에 올림픽을 후원하는 대기업들에게 일정규모 이상의 토지를 구매하도록 지시하였고, 올림픽을 전으로 해서 올림픽공원 주변에는 올림픽 손님들을 맞이하기 위한 미관 용도의 빈 빌딩들이 대거 들어서게된다.
이후 서울 시내 경관이 좋은 부지들이 줄어듦과 동시에 주거 밀집도가 높아지면서 주거 쾌적성에 대한 사회적 문제가 대두 될 무렵인 90년대 초, 해당 지역에 토지를 소유하고 있던 해태제과, 한솔제지, 삼성중공업, 현대건설, 고려산업개발 (현. KCC), 태평양그룹 (현.아모레퍼시픽), 코오롱, 한라중공업, 대우 등은 1994년 무렵부터 이 곳에 고급 주택을 지을 계획을 세우면서 주변 부지들을 매입하기 시작하였다.
당시에는 20세대 미만 규모로 공동주택을 건설하면 분양가 제한, 평형 제한을 받지 않는다는 건축법 상 허점과 주상복합을 미래주거의 표상으로 보고 장려하던 90년대 중반 당시의 시대상황이 맞물려 대기업들이 60평이상, 20세대 미만의 대형 평형으로만 이루어진 고급 소규모 주상복합을 올림픽 공원 주변에 잇따라 건설하게 된다.
올림픽공원 주변에 있는 빌라트 중 하나인 진도파크뷰맨션은 준공된 1997년부터 2000년까지 대한민국에서 가장 비싼 주상복합 아파트였으며, 2위 역시 올림픽공원 남4문 앞의 해태그린피아빌라트가 차지하였었다. 태평양빌라트는 수시조정고시대상으로 2002년까지 주상복합 아파트 중 10위정도에 해당하였었다.
하지만 1997년 IMF가 오면서 초고가 주상복합의 수요층이 대거 사라졌고, 국내 최대의 주상복합타운을 만들어 한국의 센트럴파크를 조성하겠다던 대기업들의 계획들이 무산되었고 많은 부지들은 공매등을 통해 개인에게 넘어가게 되었다.
결과적으로 그 중 IMF사태 이전에 준공 및 입주가 진행된 집들이 현재 올림픽공원 (서울) 주변에 약 18개동 340여가구로 고급 빌라트 타운을 형성하게 되었다.

이러한 시대적 배경에 당시 자금사정이 좋던 태평양그룹이 1993년부터 고급 주상복합 프로젝트를 목표로 사업성이 있는지 여부 판단을 위해 사전 조사에 착수하고, 한강과 올림픽공원 영구조망권이 확보된 부지의 특성을 살려 1994년 7월 주식회사 태평양이 소유하고 있던 방이동 181, 181-1, 181-2 부지에 태평양파크빌라트가 착공하게 된다.

### 건설
이후 1994년 7월 4일 착공식을 갖고 선시공에 들어가, 공정상 70%정도 완료된 1995년 6월 3일 후분양 방식으로 사전에 선택된 초청인원에 한하여 분양 후 1995년 12월 30일 완공되어 1996년 1월 5일에 입주가 시작되었다.

## 구성
태평양 파크 빌라트는 한 개의 동으로 이루어져 있으며, 1996년에 건축되었고, 저층은 스타벅스와 병원 등 상업시설로 이용되고, 고층부는 고급 주상복합 아파트로 사용되며 유명한 한국인들의 거주지로 알려져 있다. 외국인들도 거주할 수 있으며 부유층들이 사는 아파트 단지이다.
유명인들이 다수 거주하며 그 중에는 유명 배우인 김지미와 유명 기업인등이 있다.
아파트 1채에 수십억을 호가하며 1가구당 월 관리비만 100만원 정도이다. 
특히 1995년 분양 당시부터 IMF이전까지는 대한민국에서 가장 비싼 아파트 중 하나였으며 현재도 부자들이 사는 아파트 단지다.
태평양 파크 빌라트의 모습은 1, 2호 라인이 각기 다른 형태를 하고 있는데 2호라인의 경우 가장 높고 1호 라인의 경우 올림픽공원에서 한강방향으로 45도 틀어져 있어 서로 마주보지 않고 뒤돌아 있는 특이한 형상이다.
이러한 특이한 형상과 그 모습을 살려 모든 세대에서 풍경을 극대화해 볼 수 있도록 한 점, 또한 행인이 각기 보는 위치에 따라 건물이 입체적이게 보이도록 한 점이 높은 평가를 얻어 96'한국건축문화대상과 97'서울특별시건축상을 수상하였다.
상업시설은 아케이드라 불리며 스타벅스 올림픽공원남문점과 병원 등이 입점 해 있다.

## 특징 및 구조

### 서비스
태평양 파크 빌라트는 1996년 최초 입주 당시부터 대한민국에서는 거의 처음으로 에너지 종합 관리 시스템과 각종 가정 자동화 시스템, 당시에는 첨단인 정보통신 시스템이 갖추어졌다.
- 모든 출입문에 '카드 키 보안 시스템'(Card-Key Security System)이 설치되어 있다. [가]
- 모든 세대에 스위스 Landis-Gyr의 에너지 관제 시스템이 설치되어 집의 온습도, 시간대, 햇볕의 강도 등에 따라 냉난방이 원격으로 자동 제어-조절 될 수 있는 시스템을 갖추었다. [가]
- 또한 캐나다 PCI의 중앙 집진식 청소시스템을 갖추어 청소기의 소음과 먼지가 실내에 머물지 않고 중앙에 있는 집진기로 가 쾌적한 실내 환경이 될 수 있도록 하였다.
- 세대별로 삼성반도체통신 (현. 삼성SDS)의 원격제어장치, 무인방범시스템, 가스누설감지, 파손감지, 동체검지기 등을 설치하여 중앙 관제실과 가정 내 월패드에서 집안 상황을 원격으로 중앙관제 할 수 있도록 한 IoT시스템의 원형과 같은 시스템을 구축하여 내-외부에서도 가정 내 전자기기의 작동과 방범현황을 체크 할 수 있었다.
- 세대 내에서 외국의 정보를 실시간으로 수집할 수 있도록 위성 수신시스템을 2기 설치하여 세대내에서 홍콩과 일본의 위성방송과 데이터를 수신할 수 있었다. [가]

### 시설
95년 분양 당시 분양가가 한화로 660,000,000원~980,000,000원으로 당시 기준 최고가 수준의 분양가였다.
이에 내부 시설에도 각종 다양한 외산 자재들이 설치되어 있었다.

### 구조 개요와 특성

#### 프레임 시스템
특이하게도 철근+철골구조의 결합식으로 지어져 있다.
이로 인해 해당 건축물은 내진구조를 띄고 있다.
- 주거부 : 철근콘크리트 + 철골구조의 합성구조로 이루어져 있다.
- 상업시설~지하부 : 철골구조로 이루어져 있다.

### 엘리베이터
태평양파크빌라트에는 주거부분에만 엘리베이터가 있다.
LG산전에서 VP-L2 모델명으로 OEM 수입하여 태평양개발에 납품한 한국미쓰비시엘리베이터의 제품이 설치되어있다.
카 내부는 녹나무 뿌리와 대리석으로 제작되었으며 조작부와 카 내부 문이 구리로 제작되어 있다.
과거 준공당시 엘리베이터에 카드리더기가 있으며 카드키를 태그해야 작동하였으나, 최근에는 각종 배달 배송 등의 업무가 많아지면서 전층운행으로 변경된 상태다.
대신 엘리베이터 내부와 모든 층 별 홀에 CCTV가 수십대 설치되었으며 비상시 자동 통화 버튼이 곳곳에 숨겨져 있다.

## 평가
- 1996년 한국건축문화대상, 준공부문, 본상 수상

- 1997년 서울특별시 건축상, 금상 수상

## 대중교통

### 지하철
- ● 수도권 전철 5호선 - 방이역
- ● 수도권 전철 5호선, ● 서울 지하철 9호선 - 올림픽공원역
- ● 수도권 전철 8호선 - 몽촌토성역
- ● 서울 지하철 9호선 - 한성백제역

### 버스
- 서울시내버스 3216번
- 서울시내버스 3412번
- 서울시내버스 3413번 외

## 같이 보기

### 건물 목록
- 마천루 목록
- 아시아의 마천루 목록
- 대한민국의 마천루 목록
- 서울특별시의 마천루 목록

### 일반 주제
- 해운대 엘시티 더샵
- Q1 타워
- 유레카 타워
- 해운대 두산위브더제니스
- 해운대 I'PARK
- 메타폴리스
- 더 샾 퍼스트 월드

## 주해
가. ^  지금은 주상복합아파트가 많아졌고 고급 오피스도 많아져서 이는 매우 흔했지만, 당시 '아파트'에 적용했다는 점은 가히 파격적이었다. 대한민국에서 이 시스템을 처음으로 도입한 건물은 1985년 개장한 '63시티'이다.

## 참고 자료
- 10억원 넘는 고급빌라건설 다시 고개들어 - 매일경제, 1994.06.24 | https://newslibrary.naver.com/viewer/index.nhn?articleId=1994062400099127004&editNo=15&printCount=1&publishDate=1994-06-24&officeId=00009&pageNo=27&printNo=8794&publishType=00010
- 고급 빌라트 올림픽공원 주변 속속 - 조선일보, 1995.02.27 | https://newslibrary.naver.com/viewer/index.nhn?articleId=1995022700239118002&editNo=1&printCount=1&publishDate=1995-02-27&officeId=00023&pageNo=18&printNo=22955&publishType=00010
- 호수와 공원이 앞마당 ... 고급주택촌으로 각광 - 중앙일보, 1995.05.10 | https://www.joongang.co.kr/article/3062419
- 올림픽공원 주변 빌라트촌 형성 - 매일경제, 1995.10.09 | https://newslibrary.naver.com/viewer/index.nhn?articleId=1995100900099135001&editNo=15&printCount=1&publishDate=1995-10-09&officeId=00009&pageNo=35&printNo=9235&publishType=00010
- 빌라트 편리함-고급스러움 동시만족 - 매일경제, 1996.09.30 | https://newslibrary.naver.com/viewer/index.nhn?articleId=1996093000099145001&editNo=15&printCount=1&publishDate=1996-09-30&officeId=00009&pageNo=45&printNo=9562&publishType=00010
- 세금 얼마나 분양 어떻게...부유층 점조직식 분양 안내책자도 없어 - 동아일보, 1996.09.15 | https://newslibrary.naver.com/viewer/index.nhn?articleId=1996091500209107004&editNo=45&printCount=1&publishDate=1996-09-15&officeId=00020&pageNo=7&printNo=23312&publishType=00010